# Rue de Budapest (Nantes)
Pour les articles homonymes, voir Rue de Budapest.
La rue de Budapest est une voie de Nantes, en France.

## Situation et accès
Située dans le centre-ville de Nantes, la rue de Budapest, qui relie la place de Bretagne à la place des Volontaires-de-la-Défense-Passive, est bitumée, ouverte à la circulation automobile en sens unique et ne rencontre aucune autre rue.

## Origine du nom
Le nom de la voie est destiné à commémorer le siège de la ville de Budapest, en Hongrie, du 29 décembre 1944 au 13 février 1945, lors de la Seconde Guerre mondiale.

## Historique
La rue de Budapest traverse l'ancien emplacement du jardin des apothicaires, fondé en 1687, ancêtre du jardin des plantes. Une plaque commémorative a été apposée à ce sujet au no 1 de la rue, selon une délibération du conseil municipal du 24 octobre 1988.
La rue est créée lors de la reconstruction de la ville, après le dernier conflit mondial. Elle s'inscrit dans le cadre du plan de réaménagement de la rue du Calvaire, détruite par les bombardements des 16 et 23 septembre 1943. Les travaux sont conduits par l'architecte Michel Roux-Spitz. La voie est ouverte à la circulation en 1956.
La voie prend son nom actuel à la suite d'une délibération du conseil municipal du 18 mars 1957.